# Un pământ numit România
Un pământ numit România este un volum de poezii al poetului român Nichita Stănescu publicat în 1969 la Editura Militară din București.
Volumul conține următoarele poezii:
- Necuvinte (Visez acel laser lingvistic)
- Evocare (Era o melancolie, un fel de tristețe)
- Timp stătea lungit pe timp
- Lupta ochiului cu privirea
- Cântec (Nu mă face frumos nici tristețea)
- Muzica (Deodată am venit pe sub copaci)
- Antimaterii învinse
- Confirmare (Numai creierul meu este din Nord)
- Râsu' plânsu'
- Morțile iubite
- Baladă (Îmi aduc aminte de o zi bună din viața mea)
- Voi, repezi firi
- • • • (Pentru cei vii acestea erau numai întâmplări)
- Vechi câmp de luptă
- Lepidoptere
- Vitrouri
- Cântec (A fost Venus Anadyomene)
- Întâmplări în cerc
- Aerul (Frunzele mă atrag spre ele violent)
- Stare (În jurul meu mă încolăcesc)
- Poem (Îmi deschid ochiul)
- Cain și Abel (Încoronăm casele)
- Mizerabile pietre
- Zenit nocturn
- Azvârlire de lănci
- Poem (Și totuși asta rămâne cel mai important)
- Arca (Mă târăsc pe spate sub cer)
- Alegerea sferei
- Cântec (Acum vom sta înlăuntrul unui ochi)
- Strigăt schimbat
- A poseda (Nu am nimic)
- Țărm (Din când în când marea azvârle-o meduză la țărm)
- Existență, tu
- Într-o după-amiază de toamnă
- Invitație către o nimfă ...
- Labirint în flăcări
- Veghe lângă metale
- Colindă de țară
- Text (Poate ne-am săturat și noi până la urmă)
- Panta Rhei (Oh, privirea are simboluri)
- Cu colțul inimii
- Mutarea în lup
- Un pământ numit România

1. ↑  Nichita Stănescu (2010). Noduri și semne. Curtea Veche Publishing. p. 10.